# Parade (musikalbum)
Parade är ett musikalbum av Prince och hans band The Revolution, utgivet den 31 mars 1986. Albumet är ett soundtrack till filmen Under the Cherry Moon med Prince i huvudrollen. Albumet utgavs på LP, CD och kassettband. Låten "Kiss" blev den mest sålda singeln och blev Princes tredje listetta på Billboard Hot 100.

## Låtlista
Alla låtar är skrivna och komponerade av Prince, där icke annat anges. 
| 1. | Christopher Tracy's Parade (Prince, John L. Nelson) | 2:11 |
| 2. | New Position                                        | 2:20 |
| 3. | I Wonder U                                          | 1:39 |
| 4. | Under the Cherry Moon (Prince, Nelson)              | 2:57 |
| 5. | Girls & Boys                                        | 5:29 |
| 6. | Life Can Be So Nice                                 | 3:13 |
| 7. | Venus de Milo                                       | 1:55 |

| 8.  | Mountains (Prince, Wendy & Lisa)                   | 3:57 |
| 9.  | Do U Lie?                                          | 2:44 |
| 10. | Kiss (Prince, arrangerad av David Z)               | 3:37 |
| 11. | Anotherloverholenyohead                            | 4:00 |
| 12. | Sometimes It Snows in April (Prince, Wendy & Lisa) | 6:48 |

## Medverkande (urval)
- Prince
- Lisa Coleman
- Susannah Melvoin
- Wendy Melvoin
- Sheila E.
- Doctor Fink
- Jonathan Melvoin